# Sueños (álbum de Danza Invisible)
La carrera discográfica de Danza Invisible comenzó con este EP, Sueños, publicado en 1982, con letras de Ricardo Texidó y música de Danza Invisible, después de que en febrero del mismo año se incorporara el cantante Javier Ojeda.
El grupo, después de haber ganado un concurso malagueño de maquetas, se anima a grabar nuevas llegando una de ellas a oídos de Paco Martín, un cazatalentos musical y que los ficha para MR Records, un sello que dirige junto al locutor radiofónico Julián Ruiz, culminando en agosto de 1982 con la grabación en los estudios madrileños Doublewtronics de Sueños. El estilo de este álbum es muy británico, tanto musicalmente como el diseño de la portada, de gran sobriedad y dentro de la línea de grupos anglosajones del momento.
En septiembre, se presentan a la 1ª edición del Concurso de Rock "Alcazaba" en Jerez de la Frontera, quedando el grupo en primer lugar y ganando el premio que consistiría en la grabación de un nuevo maxisencillo que editará DRO y que consta de tres nuevas canciones: Mis Ojos Hacia Ti, Gente Especial y Espíritu Irreal, también escritas por Ricardo Texidó. El grupo llamó la atención en el concurso por la potencia en su actuación en directo y el dominio instrumental, y Ariola no tarda en ofrecerles a los pocos días un interesante contrato, además de la posibilidad de tocar en octubre dos noches en el mítico Rock-Ola, en Madrid, templo de la modernidad y de la movida madrileña por aquellos días. Una gran oportunidad para darse a conocer.

## Lista de canciones
1. Sueños de intimidad - 4:50
2. Diario oculto - 3:43
3. Danza y magia del ritmo - 4:01
4. Tu voz - 4:50

- Datos: Q6135263